# NGC 6560
NGC 6560 (również PGC 61381 lub UGC 11117) – galaktyka spiralna z poprzeczką (SBbc), znajdująca się w gwiazdozbiorze Herkulesa. Została odkryta 22 października 1886 roku przez Lewisa Swifta.